# Остап Грицай
Оста́п Грица́й (криптоніми — О. Г., о.h.; нар. 2 листопада 1881, Княжпіль, тепер Самбірський район, Львівська область — пом. 7 травня 1954, Мюнхен, ФРН) — український поет, літературознавець, журналіст, критик, перекладач, педагог. Дійсний член Вільної української академії наук і мистецтв, дійсний член НТШ.

## Життєпис
Народ. 2 листопада 1881 р. у с. Княжпіль Добромильського повіту Галичини.
Студіював германістику у Віденському університеті, доктор філології (1910).
Викладав у гімназії в Львові (до 1914).
У 1914-1945 жив у Відні, потім переїхав до Баварії.
Помер 7 липня 1954 у Мюнхені (Німеччина).

## Творчий доробок
Автор соціально-психологічної поеми «Утеча Олекси Перхуна» (1910), циклів новел філософського та релігійного змісту, численних літературно-критичних статей про українських (В. Стефаник, І. Франко, М. Коцюбинський, О. Кобилянська, М. Яцків) та західноєвропейських письменників в українській, австрійській та німецькій періодиці. Грицаю належить німецький переклад «Слова о полку Ігоревім», уривка з «Енеїди» (12 строф з першої частини) та понад 30 поезій Шевченка, серед них: «Заповіт», «Минають дні, минають ночі», «Ой одна, я одна», заспів до «Причинної», «Не кидай матері, казали…», «Пророк», «Розрита могила», «Мені однаково», «Самому чудно. А де ж дітись?..», «І золотої, й дорогої», «В неволі, в самоті немає», «Не для людей, тієї слави», «Муза», «Не гріє сонце на чужині», «Чого мені тяжко, чого мені нудно», «І знов мені не привезла», «Якби мені черевики», «Заросли шляхи тернами», «До Основ'яненка», уривок з поеми «Кавказ» та ін. Переклади Г. виконані талановито, передають ідейно-художні та структурні особливості оригіналу. Багато перекладів Г. увійшли як ілюстрації до різних німецькомовних праць та статей про Шевченка (Монографія А. Єнсена «Тарас Шевченко. Життя українського поета». Відень, 1916; стаття А. Недзвіцької. Сила його пісень. Пам'яті Тараса Шевченка. — «Ukrainische Nachrichten», 1916, 25 березня; Г. Пудор. Нова українська література. — «Österreichische Rundschau», Відень і Лейпціг, 1917, № 4, 15 серпня).

## Твори
- Осінь (1912)
- Problemat kawiarni // Nowy Prąd, 15.04.1912, N4, S. 11-13 (український переклад — «Проблєм каварні»)
- Школа // Дїло, 01.09.1912
- Різдво // Дїло, 6.01.1913
- Жіночі справи // Дїло, 28.01.1913
- Про красу, творців і житє. Афоризми. // Дїло, 21.02.1913
- Гомер і побутовець // Дїло, 31.03.1913
- Великдень // Дїло, 26.04.1913
- Май // Дїло, 22.05.1913
- Редль // Дїло, 06.06.1913
- Вакації // Дїло, 4.07.1913
- Його вихованє // Дїло, 26.07.1913
- Місто // Дїло, 22.10.1913
- Сьвято мертвих // Дїло, 01.11.1913
- Траґедія роману // Дїло, 01.12.1913
- Книжка // Ілюстрована Україна, 15.12.1913
- Воскресенє! // Дїло, 18.04.1914
- Христос воскрес (1920)
- Про Смараґдову Оазу (Із книги: Казки про Людину. IV.) // Воля (Відень), 1920, т. 3, ч. 4, С. 129—138
- Омелян Огоновский. З приводу століття народин (8.VIII.1833. — † 28.X.1894) // Свобода, 1933, ч. 201, с. 2
- Христос рождається. Триптих (1948)

### Публіцистика та репортажі
- Ештергазі // Ілюстрована Україна, ч. 10, 01.06.1914
- Здвиг // Дїло, 15.06.1914
- Зі здвигу. Листи учасника. І. // Дїло, 3.07.1914
- Зі Здвигу. Листи учасника. ІІ. // Дїло, 8.07.1914
- Зі Здвигу. Листи учасника. ІІІ. // Дїло, 10.07.1914
- Несмертельна // Український скиталець, 1923, ч. 21-22, с. 1-7
- Якою уявляється нам американська Україна? // Діло, 13.10.1938
- Відень і допомога українському студентству // Краківські вісті, 29.03.1941

### Рецензії
- Дебютанти // Дїло, 13.01.1913 (рецензія на: Микола Орищин: «Тяжка заповідь» та Нещасний Василько: «Призабуті стишки», 1912)
- Дві критики // Дїло, 5-9.02.1913
- З наших журналів // «Дзвін». Лїтературно-артистичний журнал. Рік 1913. Київ. Ч. 1. — «Українська Хата». Лютий 1913.
- З нових книжок і видань // Дїло (?), 6.03.1913 (рецензія на: Володимир Бирчак: «1.000 000». Оповідан¬ня. // «Літературно-науковий вістник» 1913, книжка 1. за сїчень).
- Літературні новини. Михайло Яцків: «Смерть Бога». Нариси і новелї. — «Новітня Біблїотека», випуск 13—14. // Ілюстрована Україна, 15.05.1913
- З лїтературних новин. Василь Пачовський: Ладї й Маренї терновий огонь мій. — Новітня Біблїотека, ч. 15—18. // Дїло, 19.06.1913
- М.Філянський // Ілюстрована Україна, 1.10.1913
- З нашої творчости. «Лицар-Сам» Грицька Чупринки // Ілюстрована Україна, 15.04.1914

### Віршовані твори
- Щуролов з Гамельн. Давний переказ. Накладом видавництва «Світ дитини», Львів, 1936

### Літературознавчі та мистецтвознавчі тексти
- Естетичнї студиї // Дїло, 27.11-20.12.1912, чч. 267, 268, 279, 283, 285
- Коцюбинський як артист // Ілюстрована Україна, 15.06, 1.07.1913
- Шевченкова балляда // Звіт дирекції ц. к. академічної ґімназії у Львові за шкільний рік 1913/1914, у Львові, 1914. с.3—28 (у частково осучасненому правописі, в оригінальному правописі — див. тут)
- Столїтє слова. (1814—1914) // Ілюстрована Україна, 1.04.1914
- Шекспір (1564—1616). В 300-літні роковини смерти. // Вістник Союза визволення України, 13.08.1916
- Пісня України. З приводу концертів Української Республіканської Капелі // Воля (Відень), 1919
- Які пісні співали наші герої? // «Український голос» (Перемишль). — № 33-34. — 16 і 23 серпня 1925.
- Ольга Кобилянська. З приводу Ювилею 40-ліття письменницької творчости // Український прапор, 1927, ч. 21–24, 1928, ч. 2–3.
- Моцарт // «Свобода» (Джерси Ситі, Ню Джерзі), 14—23.04.1931, ч. 85—93
- Іван Франко // «Рідне слово» (Мюнхен-Карльсфельд), 1946, ч. 6, с. 20-30

### Переклади
- Фрідріх Геббель. Із щоденників. Вибрав і переклав Остап Грицай // Дїло, 20.03.1913
- Гуґон Ґрайнц. Ґергарт Гавптман // ЛНВ, 1923, т. 79, кн. 4, с. 302—303